# 洛莫乡
洛莫乡，是中华人民共和国四川省凉山彝族自治州喜德县曾经下辖的一个乡。2021年1月12日，撤销洛莫乡和巴久乡，将原洛莫乡和原巴久乡所属行政区域划归沙马拉达乡管辖。

## 行政区划
洛莫乡撤销前下辖以下地区：
洛莫村、乃拖村、达底村、瓦沃尔村、洛莫祖村、尔库村、胜基村和瓦加村。